# Alberto Bruschi
(Alberto Bruschi, L'antiquario in cornice, Servizi Editoriali, 2007, p. 13)
Alberto Bruschi (Firenze, 21 novembre 1944 – Grassina, 9 luglio 2021) è stato un antiquario, storico e collezionista d'arte italiano.

## Biografia
Divenne noto per la sua carriera da antiquario, gravitante in uno dei posti più esclusivi della città di Firenze, la Loggia Rucellai, già studio di Giovanni Battista Foggini e cenacolo dei collezionisti fiorentini. 
Collezionista di fama internazionale, Bruschi balzò nel 2010 alle cronache dei giornali di tutto il mondo per aver riconosciuto e acquistato a un'asta pubblica le "reliquie"  di Galileo Galilei, un dente e due dita del grande scienziato, poi concesse in comodato al Museo Galileo di Firenze. Come editore pubblicò, tra l'altro, il più completo studio sulle demolizioni del Risanamento di Firenze, a cura di Maria Sframeli, con un'ampia appendice da lui curata personalmente sullo studio dell'araldica. 
Si distinse anche come mecenate; tra i molti suoi interventi si ricordano il restauro di tabernacoli fiorentini, come quello di Borgo la Croce o quello di via Folco Portinari, la riesumazione dei resti di Farinelli, la sponsorizzazione per lo studio delle spoglie di alcuni membri di casa Medici in San Lorenzo, il restauro di parte del corredo funebre di Gian Gastone, l'innalzamento della statua marmorea ad Anna Maria Luisa de' Medici e, inoltre, il monumento bronzeo a Stefano Bardini.
Nel suo studio nella torre dei Lanfredini, Alberto Bruschi dedicò molta parte del suo tempo a scrivere di storia, in quanto insigne esperto di araldica e studioso della famiglia Medici, da lui indagata in numerosi libri, riportando alla luce figure dimenticate come  Gian Gastone, sua moglie Anna Maria Francesca di Sassonia-Lauenburg, il suo favorito Giuliano Dami e personaggi di quel variegato mondo che era la corte granducale di Toscana tra Sei e Settecento.

## Opere
- Gioi Ghezzi: un'antiquaria, un'amica di tutti, Firenze, SP 44, 1991.
- Stefano Bardini: si scoprono le tombe, si levano i morti, Firenze, SP 44, 1992.
- Bisbigli e minuzie, Firenze, SP 44, 1994.
- Mirabilia et terribilia, Firenze, SP 44, 1994.
- Un antico forziere nuziale, Firenze, SP 44, 1994.
- Grassinesi, o cari compaesani miei, Firenze, SP 44, 1994.
- Amiche mie amici miei carissimi : un po' per celia e un po' per non morire, Firenze, SP 44, 1994.
- Al di là di un libro : una storia... nella storia, Firenze, Opus libri, 1995.
- Gian Gastone, Firenze, SP 44, 1995.
- Bisbigli di antica fede. Firenze, Falciani, 1997.
- Giuliano Dami. Aiutante di camera del granduca Gian Gastone de' Medici. Firenze, Opus libri, 1997.
- Farinelli dimenticato, Firenze, Falciani, 1998.
- Farinelli ricordato e un musico disvelato, Firenze, Servizi editoriali, 1998.
- Paolino Dolci. Nobile e ruspante fiorentino, Firenze, Falciani, 2000.
- L'antiquario in cornice, Firenze, Servizi Editoriali, 2007.